# Eliza Gilkyson

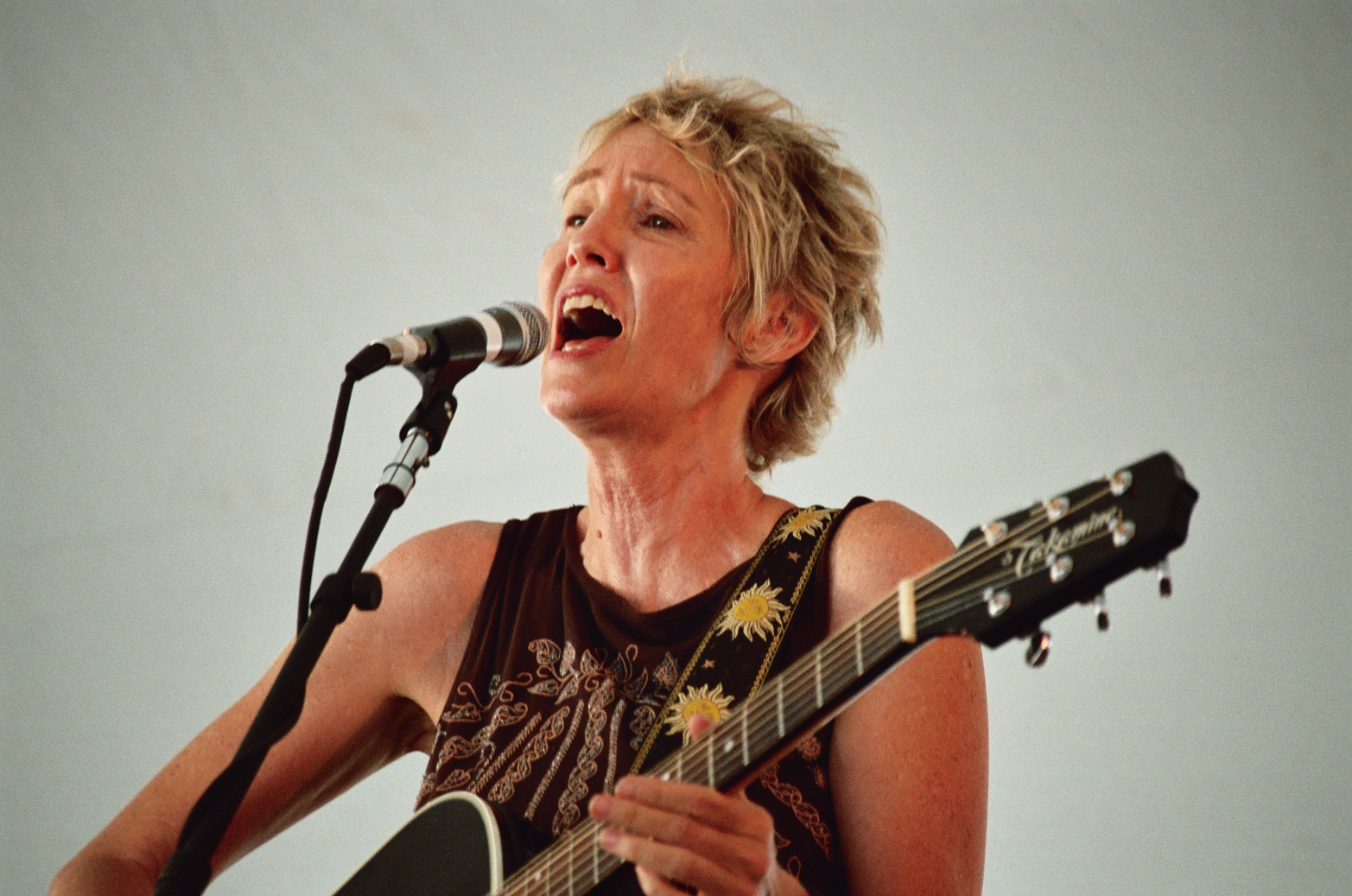
Eliza Gilkyson, 2017

Eliza Gilkyson, auch Lisa Gilkyson, (geboren am 24. August 1950 in Hollywood, Kalifornien) ist eine amerikanische Folkmusikerin aus Taos, New Mexico. Gilkyson wurde zweimal für den Grammy Award nominiert, 2004 für das beste zeitgenössische Folk-Album und 2014 für das beste Folk-Album.

## Künstlerisches Wirken
Eliza Gilkyson wurde am 24. August 1950 in Hollywood, Kalifornien, geboren. Sie ist die Tochter des erfolgreichen Songwriters und Folkmusikers Terry Gilkyson, der unter anderem 1967 das Lied The Bare Necessities für den Disney-Zeichentrickfilm Dschungelbuch schrieb, und seiner Frau Jane. Ihr Bruder ist der Gitarrist Tony Gilkyson, der bei den in Los Angeles ansässigen Bands Lone Justice und X spielte. Gemeinsam mit ihrem Bruder war Eliza als Kind Backgroundsängerin bei Aufnahmen ihres Vaters. Ihr Sohn Cisco Gilliland wirkte später als Produzent und Schlagzeuger bei ihren Aufnahmen, ihre Tochter Cordelia Castillo als Sängerin.

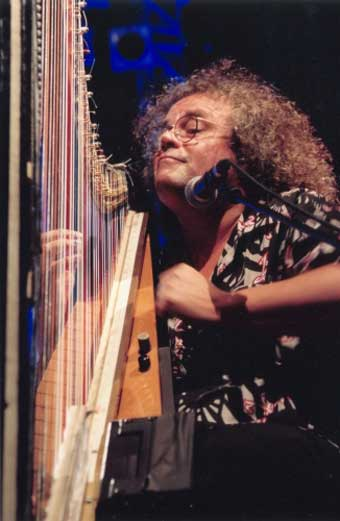
1993 arbeitete Gilkyson mit dem Harfenisten Andreas Vollenweider zusammen.

Eliza Gilkyson veröffentlichte 1969 ihr erstes Album Eliza '69. Ihr zweites Album Love from the Heart kam erst zehn Jahre später auf den Markt. 1981 zog sie nach Austin, Texas, und veröffentlichte das kommerzielle Album Pilgrims 1987 als erste Aufnahme für Gold Castle Records, bevor sie wieder in ihre Geburtsstadt Los Angeles zog. Es wurde entgegen ihrem Willen als New-Age-Album vermarktet. 1989 erschien Legends of Rainmaker, auf dem mit dem Lied Greenfields eine Cover-Version eines Liedes ihres Vaters enthalten ist. Zudem hatte die Rockmusikerin Bonnie Raitt bei Rosie Strikes Back einen Gastauftritt; das Lied wurde später auch von Rosanne Cash gecovert. Nach ihrem kurzen Aufenthalt in Los Angeles kehrte Gilkyson Anfang der 1990er Jahre nach New Mexico zurück. Durch die Insolvenz von Gold Castle wechselte sie zu Private Music und veröffentlichte dort 1993 das Album Through the Looking Glass. Im gleichen Jahr arbeitete sie mit dem New-Age-Künstler und Harfenisten Andreas Vollenweider an dessen Album Eolian Minstrel zusammen. 1996 erschien das Album Undressed für ihr eigenes Label Revelizations, danach arbeitete sie mit Silver Wave Records an dem 1997 veröffentlichten Album Redemption Road: Sie änderte den Namen ihres Labels in Realiza Records für die Veröffentlichung von Misfits mit einer Anthologie von unveröffentlichten Archivaufnahmen.
Seit 2000 ist sie bei dem etablierten Folk-Label Red House Records unter Vertrag, hat aber auch unabhängig davon drei Alben bei ihrem eigenen Label Realiza Records aufgenommen. Im Jahr 2003 wurde sie in die Texas Music Hall of Fame aufgenommen. Ihr drittes Album mit Red House Records, Land of Milk and Honey, wurde 2004 veröffentlicht und für einen Grammy Award für das beste zeitgenössische Folk-Album nominiert. Im Jahr 2005 veröffentlichte sie Paradise Hotel mit dem Song Requiem über das Erdbeben und den Tsunami im Indischen Ozean im Dezember 2004. Zur Zeit der Verwüstung der Golfküste durch den Hurrikan Katrina im August 2005 fand dieser Song seinen Weg zu den Zuhörern als ein Lied des Gebets und des Trostes. Im selben Jahr wurde sie mit drei Austin Music Awards und vier Folk Alliance Music Awards ausgezeichnet, unter anderem für ihren Song Man of God über die Bush-Regierung. Das Lied Peace Call enthielt Gastauftritte von Mary Chapin Carpenter, Patty Griffin und Iris DeMent und basierte auf einem bisher unveröffentlichten Text von Woody Guthrie.
Im Jahr 2008 erschien ihr Album Beautiful World zum 25-jähriges Bestehen von Red House Records. 2010 veröffentlichte sie gemeinsam mit den Singer/Songwriter-Kollegen John Gorka und Lucy Kaplansky das gemeinsame Album Red Horse. Im Jahr 2011 veröffentlichte sie Roses at the End of Time und 2014 The Nocturne Diaries, beide produziert von ihrem Sohn Cisco Ryder. Letzteres wurde für einen Grammy Award als bestes Folk-Album nominiert. Im Jahr 2020 veröffentlichte sie 2020, das sie als „eine Sammlung politisch aufgeladener Hymnen“ beschreibt. Gilkyson hatte zudem einen Gastauftritt auf Ray Wylie Hubbards Album Co-Starring Too im Jahr 2022, wo sie gemeinsam mit Ringo Starr und Ann Wilson von Heart den Titel Ride or Die (Montar o Morir) sang.

## Diskografie

### Alben
- Eliza '69, Mont Clare Records (1969)
- Love from the Heart, als Lisa Gilkyson, Helios Records (1979)
- No Commercial Potential, als Lisa Gilkyson, Wind River Productions (1982)
- Eliza Gilkyson / Mark Hallman, SouthCoast Records (EP, 1984)
- Pilgrims, Gold Castle Records (1987)
- Legends of Rainmaker, Gold Castle Records (1988)
- Through the Looking Glass, Private Music (1992)
- Eolian Minstrel von Andreas Vollenweider, Capitol Records (1993)
- Undressed, Realiza Records (1994)
- Redemption Road, Silverwave Records (1997)
- Misfits, Realiza Records (1999)
- Hard Times in Babylon, Red House Records (2000)
- More Than a Song, with Ad Vanderveen and Iain Matthews, Perfect Pitch Productions (2001)
- Lost and Found, Red House Records (2002)
- Land of Milk and Honey, Red House Records (2004)
- RetroSpecto, Realiza Records (2005)
- Paradise Hotel, Red House Records (2005)
- Your Town Tonight, Red House Records (2007)
- Beautiful World, Red House Records (2008)
- Red Horse mit John Gorka und Lucy Kaplansky, Red House Records (2010)
- Roses At The End Of Time, Red House Records (2011)
- The Nocturne Diaries, Red House Records (2014)
- Secularia, Red House Records (2018)
- 2020, Red House Records (2020)
- Songs from the River Wind, Howling Dog Records (2022)
- Home, Realiza Records (2023)

### DVDs
- Live From Austin, Texas (2008)